# Thersites richmondianus
Thersites richmondianus är en snäckart som först beskrevs av Reeve 1852.  Thersites richmondianus ingår i släktet Thersites och familjen Camaenidae. Inga underarter finns listade i Catalogue of Life.